# Джамал, Ахмад
Ахма́д Джама́л (при рождении Фредерик Рассел Джонс; 2 июля 1930[…], Питтсбург, Пенсильвания — 16 апреля 2023, Шеффилд, Массачусетс) — американский джазовый пианист, композитор и педагог. По мнению музыкального критика Стэнли Крауча является вторым по значимости в развитии джаза после Чарли Паркера. В течение пяти десятилетий он был одним из самых успешных лидеров малых групп в джазе.
Талантливый пианист, искусный импровизатор, автор многочисленных тем и композиций, частично вошедших в репертуар музыкантов современного джаза. На раннем этапе испытал влияние Эрролла Гарнера, впоследствии создал индивидуальный стиль, динамичный, темпераментный, не лишенный виртуозности, но вместе с тем весьма рафинированный, с тенденцией к тщательному отбору выразительных средств, строгой простоте, органичности композиционного целого. Видный представитель модерн-джаза (кул, необоп). Внес заметный вклад в создание и развитие концепции современного джазового пианизма.

## Биография
Родился 2 июля 1930 года в Питтсбурге. Начал играть в трёхлетнем возрасте под руководством своего дяди Лоренса. В 21 год он принял ислам и поменял имя на мусульманское Ахмад Джамал. В 1951 году Ахмад Джамал собрал трио, в котором были фортепиано, контрабас (Ричард Дэвис, Израэль Кросби, Джалиль Нассер) и ударные (Вернелл Фурнье, Фрэнк Гант). Выпущенные в конце 50-х годов пластинки Chamber Music of the New Jazz (1956), But Not For Me (1958) и Ahmad’s Blues (1959) принесли ему популярность. В 60-х годах Ахмад Джамал стал меньше выступать и занялся продюсерской деятельностью и клубным менеджментом. В альбомах проявил себя как лирический пианист пост-мейнстрима. В 90-х годах он начал гастролировать в Европе.
Арт Тэйтум, услышав Джамала, когда тому было четырнадцать лет, сказал: «Он будет великим!». Уже юношей пианист обладал феноменальной техникой и стремился создать свой неповторимый стиль. По собственному признанию, наибольшее влияние на него оказал Майлз Дэвис, благодаря которому он стал, как назвали его критики, «мастером музыкальной экономии».
Умер 16 апреля 2023 года.

## Записи
- 1951: Ahmad’s Blues (Okeh)
- 1955: Ahmad Jamal Plays (Parrot) — also released as Chamber Music of the New Jazz (Argo)
- 1955: The Ahmad Jamal Trio (Epic)
- 1956: Count 'Em 88 (Argo)
- 1958: At the Pershing: But Not for Me (Argo)
- 1958: At the Pershing, Vol. 2 (Argo)
- 1958: Ahmad Jamal Trio Volume IV (At The Spotlight) (Argo)
- 1958: Portfolio of Ahmad Jamal (At The Spotlight) (Argo)
- 1959: The Piano Scene of Ahmad Jamal (Epic)
- 1959: Jamal at the Penthouse (studio album) (Argo)
- 1960: Happy Moods (Argo)
- 1960: Listen to the Ahmad Jamal Quintet (Argo)
- 1961: All of You (At the Alhambra) (Argo)
- 1961: Ahmad Jamal’s Alhambra (At the Alhambra) (Argo)
- 1962: Ahmad Jamal at the Blackhawk (Argo)
- 1962: Macanudo (Argo)
- 1963: Poinciana (Argo)
- 1964: Naked City Theme (At The Jazz Workshop) (Argo)
- 1965: The Roar of the Greasepaint (Argo)
- 1965: Extensions (Argo)
- 1966: Rhapsody (Cadet)
- 1966: Heat Wave (Cadet)
- 1967: Cry Young (Cadet)
- 1968: The Bright, the Blue and the Beautiful (Cadet)
- 1968: Tranquility (ABC)
- 1968: Ahmad Jamal at the Top: Poinciana Revisited (Impulse!)
- 1970: The Awakening (Impulse!)
- 1971: Freeflight (Impulse!)
- 1972: Outertimeinnerspace (Impulse!)
- 1973: Ahmad Jamal '73 (20th Century)
- 1974: Jamalca (20th Century)
- 1974: Jamal Plays Jamal (20th Century)
- 1975: Genetic Walk (20th Century)
- 1976: Steppin' Out with a Dream (20th Century)
- 1976: Recorded Live at Oil Can Harry’s (Catalyst)
- 1978: One (20th Century)
- 1980: Intervals (20th Century)
- 1980: Live at Bubba’s (Who’s Who in Jazz)
- 1980: Night Song (Motown)
- 1981: In Concert (Personal Choice Records)
- 1982: American Classical Music (Shubra)
- 1985: Digital Works (Atlantic)
- 1985: Live at the Montreal Jazz Festival 1985 (Atlantic)
- 1986: Rossiter Road (Atlantic)
- 1987: Crystal (Atlantic)
- 1989: Pittsburgh (Atlantic)
- 1989: Poinciana (CBS)
- 1992: Live in Paris 1992 (Birdology)
- 1992: Chicago Revisited (Telarc)
- 1994: I Remember Duke, Hoagy & Strayhorn (Telarc)
- 1994: Ahmad Jamal with The Assai Quartet (Roesch)
- 1994: Ahmad Jamal at Home (Roesch)
- 1995: The Essence Part One (Birdology)
- 1995: Big Byrd: The Essence Part 2 (Birdology)
- 1996: Live in Paris 1996 (Birdology)
- 1997: Nature: The Essence Part Three (Birdology)
- 2000: Picture Perfect
- 2001: Ahmad Jamal à l’Olympia
- 2003: In Search of Momentum
- 2005: After Fajr
- 2008: It’s Magic
- 2008: Poinciana — One Night Only
- 2009: A Quiet Time
- 2012: Blue Moon (Jazzbook)
- 2013: Saturday Morning (Jazzbook)
- 2014: Ahmad Jamal featuring Yusef Lateef, Live at L’Olympia. 2012 — 2 CDs/1 DVD (Jazzbook/Bose/Jazz Village)
- 2017: Marseille (Jazz Village)
- 2018: Leopolis Jazz Music Awards